# Sandro Rosell i Feliu
Alexandre Rosell i Feliu, més conegut com a Sandro Rosell (Barcelona, 6 de març de 1964) és un dirigent esportiu i empresari barceloní. Va ser el 39è president del Futbol Club Barcelona, des de l'1 de juliol de 2010 fins al 23 de gener del 2014. Fou escollit president en les eleccions del 13 de juny de 2010 amb el suport d'un 61,35% dels vots. Els 35.021 socis que li donaren suport el converteixen en el president més votat de la història del club. Fou propietari de l'empresa Bonus Sports Marketing, S.L. (BSM), dedicada al màrqueting esportiu, la qual durant la campanya electoral va afirmar que vendria en cas de ser escollit president. Fou detingut el dia 22 de maig de 2017 acusat per un delicte de blanqueig de capitals, del qual va ser absolt l'abril de 2019, després d'haver passat un any i nou mesos en presó provisional.

## Biografia

### Inicis
Sandro Rosell va néixer el 6 de març de 1964 a Barcelona. És fill de Jaume Rosell, fundador de l'empresa d'enginyeria EMTE i director general del Barça en l'etapa d'Agustí Montal.
Casat amb la terrassenca Marta Pineda i amb dues filles (Maria i Joana), es va criar en una família burgesa. El seu pare va ser un dels fundadors de Convergència Democràtica de Catalunya. Ni ell ni cap dels seus quatre germans han continuat amb el negoci familiar, l'enginyeria EMTE, que varen vendre. El patrimoni de la família Rosell està valorat, segons diferents fonts, en uns 250 milions d'euros.
Sandro Rosell va estudiar a l'Escola Costa i Llobera i als Escolapis, i va fer el servei militar a la Seu d'Urgell. Va jugar com a "amateur" en la Segona Divisió B i va passar per equips com el Sant Andreu, el Sants, l'Esplugues, l'Hospitalet i la Penya Barcelonista de Collblanc.
Es va llicenciar en Ciències Empresarials i és MBA a ESADE. Va començar la seva vida professional al Departament Internacional a la perfumera Myrurgia, comercialitzant perfums a l'Orient Mitjà. Albert Agustí, el seu cap a Myrurgia, el va contractar l'any 1990 per a treballar com a responsable dels patrocinis internacionals del Comitè Organitzador dels Jocs Olímpics de Barcelona'92 (COOB 92). Va entrar en contacte amb grans multinacionals com Coca-Cola, grups de comunicació com NBC o Sports Illustrated i organismes esportius del més alt nivell, com el Comitè Olímpic Internacional (COI), a través d'ISL, la seva agència oficial.
Després de l'experiència olímpica, l'any 1993 Rosell va començar a col·laborar com a gerent a Espanya de l'empresa suïssa ISL dedicada al patrocini esportiu i agent comercial del COI, FIFA, FIBA, UEFA i IAAF, així com de la LFP. Sandro se centrà en el món del futbol i va proposar que la Lliga de Futbol Professional (LFP) comercialitzés la pilota de la Lliga. Adidas i Reebok van rebutjar la idea, però la multinacional Nike la va comprar.
L'any 1996 va començar a treballar a Nike com a responsable de màrqueting esportiu per a Espanya i Portugal, càrrec que va ocupar fins al 1999. L'any 1998 va ser l'artífex del contracte de Nike amb el Futbol Club Barcelona que encara segueix vigent. Aquella dura negociació li va permetre relacionar-se amb Josep Lluís Núñez. L'any 1999 va organitzar i patrocinar la 1ª Cursa Bombers de Barcelona.
El pròxim repte amb Nike va ser instal·lar-se l'any 1999 a Rio de Janeiro, Brasil on va exercir com a Sports Marketing Manager de Nike a Llatinoamèrica, promocionant la marca al Brasil. Entre d'altres, va gestionar el contracte entre Nike i la Confederació Brasilera de Futbol. Allà va viure fins al 2002, just després que el Brasil aixequés el trofeu en el Mundial de Corea i el Japó. Quan l'equip brasiler va arribar al seu país, Sandro viatjava a l'avió amb l'equip. "Ens van rebre a Brasília cinc avions de caça de les forces armades, un per cada Mundial conquerit".
Tancada l'etapa al Brasil, la següent destinació per a Rosell havia de ser Portland, la seu central de Nike, on li reservaven un lloc com a responsable mundial d'esports. L'inconvenient era que havia d'instal·lar-se allà amb la família i, amb la seva dona Marta, van decidir que era el moment de tornar a casa i de criar les seves filles a Barcelona.
Va tornar a Barcelona el 2002, on viu al districte de les Corts, i va fundar l'empresa Bonus Sports Marketing, S.L. (BSM) dedicada al màrqueting esportiu. Entre altres projectes destacables que ha desenvolupat, hi ha el projecte Football Dreams, que actualment ja va per la seva 3a edició i que es desenvolupa a l'Àfrica, Àsia i Llatinoamèrica. El projecte combina la part esportiva amb el desenvolupament social i la formació educativa dels nens, i fou ideat per Josep Colomer, exresponsable del futbol base del Barça quan Sandro Rosell n'era vicepresident i Pere Gratacós, entrenador.

### Vicepresident del FC Barcelona (2003-2005)
L'any 2003 formà part de la candidatura encapçalada per en Joan Laporta que va aconseguir guanyar les eleccions al Futbol Club Barcelona de 2003. Sandro Rosell va ser membre de la junta directiva i vicepresident esportiu del Barça durant dos anys (2003-2005) i va treballar per confeccionar la plantilla de l'equip blaugrana de les temporades 2003-04 i 2004-05. Rosell va fer possible el fitxatge de Ronaldinho, però ràpidament les seves decisions van topar frontalment amb molts membres d'aquella junta i, fins i tot, la secretaria tècnica, en mans de Txiki Begiristain. La situació, insostenible, va culminar amb la seva dimissió el juny del 2005 a causa de desavinences amb la Junta directiva de Joan Laporta.
Des d'aleshores, amb més o menys visibilitat i amb més o menys suports explícits, Rosell va començar a treballar per postular-se com una alternativa a la presidència del club.

### Llibre i moció de censura
L'abril de 2006 es va publicar un llibre autobiogràfic titulat Benvingut al món real (Editorial Columna) on relatà la seva vida professional, exposant, entre molts altres temes, el seu pas pel FC Barcelona. Es van vendre un total de 80.000 exemplars del llibre; els beneficis generats pels drets d'autor van ser destinats a l'associació per a persones amb minusvalideses psíquiques, Special Olympics.
El 27 de juny de 2008 va fer una roda premsa en què va explicar el seu suport a la moció de censura impulsada per Oriol Giralt contra la directiva del FC Barcelona, presidida per Joan Laporta, i la seva intenció de presentar-se a unes hipotètiques eleccions a la presidència del club, ja fossin el 2008, si la moció de censura prosperava o, si no, presentant-se l'any 2010 en finalitzar la legislatura de Laporta.
La moció de censura assolí un 60,6% de suport dels socis i va quedar a poca distància de l'objectiu, el 66% necessari. Malgrat que la moció no va prosperar, Joan Laporta rebé un important toc d'atenció.

### Eleccions a la presidència del FC Barcelona 2010
Sandro Rosell es presentà el 4 de maig de 2010 com a precandidat a les eleccions a president del Futbol Club Barcelona, convocades per al 13 de juny de 2010. La seva proposta per a les eleccions a la presidència es fonamentà en millores substancials en les àrees econòmica, patrimonial i social. Alguna de les claus més destacades de la seva precandidatura van ser que "els socis, els únics i autèntics propietaris del club", "Integrar el soci dins dels espais, per a poder-los gaudir tota la setmana", "gestió més transparent i una millor austeritat en temps de crisi". Va acordar amb, entre d'altres, Josep Lluís Sureda, històric líder dels Boixos Nois el retorn del grup a l'estadi. Els valors de la proposta de Sandro Rosell i el seu equip van ser austeritat, independència, solidaritat, harmonia, socis, patrimoni i excel·lència esportiva. En l'àmbit esportiu proposà ser continuador, i posar imaginació per aconseguir recursos i poder fer les incorporacions que Pep Guardiola sol·liciti, així com que els contractes dels esportistes tinguin un fix més variables.
Les primeres enquestes el van situar com a favorit per vèncer dels comicis davant de Marc Ingla, situat en segona posició, i Jaume Ferrer, tercer, i esdevenir d'aquesta forma el nou president de l'entitat. El dia 1 de juny de 2010 Sandro Rosell va anunciar que havia superat el tall de 2.095 signatures per ser candidat oficial amb 13.491 signatures i així i va aconseguir duplicar les signatures aconseguides per Joan Laporta a les eleccions del 2003. Els altres 3 candidats que assoliren les signatures van ser Marc Ingla, Agustí Benedito i Jaume Ferrer.
Rosell guanyà les eleccions amb un 61,35% dels vots, amb el suport de 35.021 socis. És el president que més nombre de vots ha aconseguit en la història del club. En segon lloc quedà Agustí Benedito amb el 14,09% de suports (8.044 vots), Marc Ingla fou el tercer, amb un 12,29% (7.014 vots), i Jaume Ferrer quedà en l'últim lloc, amb un 10,80% (6.168 vots).

### Etapa de president del FC Barcelona (2010-2014)

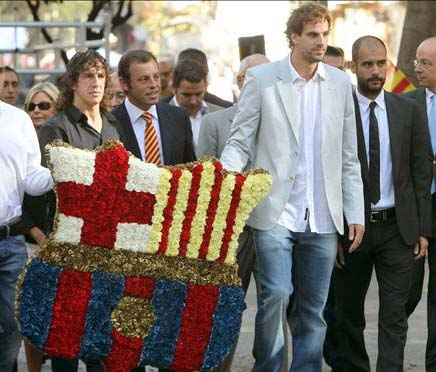
Sandro Rosell durant l'homenatge a Rafael Casanova durant la Diada Nacional de 2010. Amb ell, Carles Puyol, Roger Grimau i Pep Guardiola.

Sandro Rosell inicià el seu mandat com a 39è president del FC Barcelona l'1 de juliol de 2010. Al seu equip directiu incorporà Josep Maria Bartomeu vicepresident esportiu, Jordi Cardoner Casaus vicepresident social, Carles Vilarrubí i Carrió vicepresident institucional, Xavier Faus i Santasusana vicepresident econòmic, Toni Freixa portaveu, i Susanna Monje i Gutiérrez tresorera.
Entre les primeres decisions que prengué la seva junta, hi hagué la consideració de la figura de Johan Cruyff com a "membre d'honor", tot considerant que els estatuts no preveuen la figura de president d'honor, deixant la decisió final per a la següent assemblea de compromissaris.
Antoni Rossich i Terme fou nomenat director general del club, en substitució de Joan Oliver, director general corporatiu durant els anteriors dos anys, que marxà del club amb una indemnització de 852.787 euros, quantitat pactada amb la directiva de Joan Laporta.
El gener de 2013, la revista francesa France Football va destapar l'escàndol de corrupció conegut com a Cas Qatargate. Segons els autors del reportatge, Sandro Rosell hauria estat un dels deu principals actors en les trames de compra de vots per a la designació de Qatar com a seu de la Copa del Món de Futbol de 2022. El 23 de gener del 2014 Rosell va presentar la seva dimissió per les amenaces i atacs rebuts per ell i per la seva família i suposadament per l'admissió a tràmit de la querella per apropiació indeguda en el fitxatge del brasiler Neymar, que va originar l'escándol de corrupció conegut com a Cas Neymar o Neymargate.

### Empresonament i alliberament
El maig de 2017 ingressà en presó preventiva a l'espera de judici acusat d'un delicte de blanqueig de capitals suposadament comès en la seva activitat privada i abans d'accedir a la presidència del club, i el 25 de febrer de 2019 va començar a l'Audiència Nacional el judici contra Sandro Rosell, la seva esposa, Marta Pineda, el seu soci andorrà, Joan Besolí i tres processats més. La fiscalia, que acusava Rosell de blanqueig de diners i organització criminal, li demanava onze anys de presó i cinquanta nou milions d'euros de multa.
El 27 de febrer de 2019, dos dies després d'iniciat el judici i un cop escoltada la declaració de Sandro Rosell, el tribunal va decretar la seva llibertat provisional amb mesures cautelars. Finalment el tribunal va absoldre'l juntament amb la resta d'acusats. L'Operació Catalunya per una conversa entre José Manuel Villarejo i Alicia Sánchez-Camacho, en què Sánchez l'incloïa a la llista negra d'independentistes a investigar.

## Títols assolits durant la presidència de Rosell
Futbol
- Un Campionat del Món de Clubs de futbol (2011)
- Una UEFA Champions League (2010-2011)
- Una Supercopa d'Europa (2011)
- Dos Campionats de Lliga espanyola: (2010-11, 2012-13)
- Tres Supercopa d'Espanya (2010, 2011, 2013)

Bàsquet
- Una Lliga ACB (2010-11)
- Una Lliga Catalana: (2010)
- Una Supercopa espanyola: (2010)

Handbol
- Una Copa d'Europa (2010-2011)
- Una Lliga espanyola/Lliga ASOBAL (2010-2011)

Hoquei patins
- Una Copa del Rei (2011)
- Una Copa Continental (2009/2010) (final disputada el gener de 2011)

Futbol Sala
- Una Lliga espanyola de futbol sala: 2010-2011
- Una Copa del Rei de futbol sala: 2010-2011
- Una Copa espanyola de futbol sala: 2010-2011
- Una Copa Catalunya de futbol sala: 2010